# Termy Cesarskie w Trewirze
Termy cesarskie w Trewirze – wybudowane w Trewirze za panowania cesarza Konstancjusza I, to jeden z największych zespołów łaźni rzymskich powstałych w Cesarstwie rzymskim. Do czasów obecnych zachowały się ruiny pomieszczenia do kąpieli gorących (Caldarium) oraz podziemnego systemu ogrzewania.
Termy cesarskie, wraz z innymi zabytkami rzymskiego Trewiru, zostały wpisane na listę dziedzictwa kulturowego UNESCO.

## Historia
Zespół łaźni cesarskich zbudowano około roku 300 dla cesarza Konstancjusza I i jego syna cesarza Konstantyna, którzy obrali Trewir na swoją siedzibę. W skład kompleksu łaźni wchodziła ogromna hala, rozmiarami zbliżona do bazyliki Konstantyna. W podziemiach znajdował się system ogrzewania i kanalizacji. Termy te jednak nigdy nie były używane, co zostało stwierdzone po zbadaniu stanu infrastruktury kanalizacyjnej. Po przeniesieniu siedziby Konstantyna do Konstantynopola, łaźnie pozostawiono w stanie surowym. Budynki zostały zagospodarowane dopiero w 360 przez cesarza Walentyniana I, który przebudował je na koszary dla wojska. Nowa kwatera oferowała miejsce dla 800-1000 żołnierzy cesarskiej konnej gwardii przybocznej. Ogromną halę zburzono, a podziemną infrastrukturę zasypano. Jedynie we wschodniej części budynku zachowała się łaźnia parowa (“Caldarium”) z trzema apsydami oraz przedsionkiem, która służyła jako siedziba sądu.
W XII w. budynek term stał się częścią średniowiecznych murów miejskich. Jedno z okien apsydy południowej służyło jako brama wjazdowa. W 1808 podczas burzenia murów odkryto fundamenty pozostałych części rzymskiej budowli.
W 1984 z okazji 2000 lat Trewiru termy zostały poddane gruntownej renowacji, m.in. odbudowano górną część łuków okiennych.

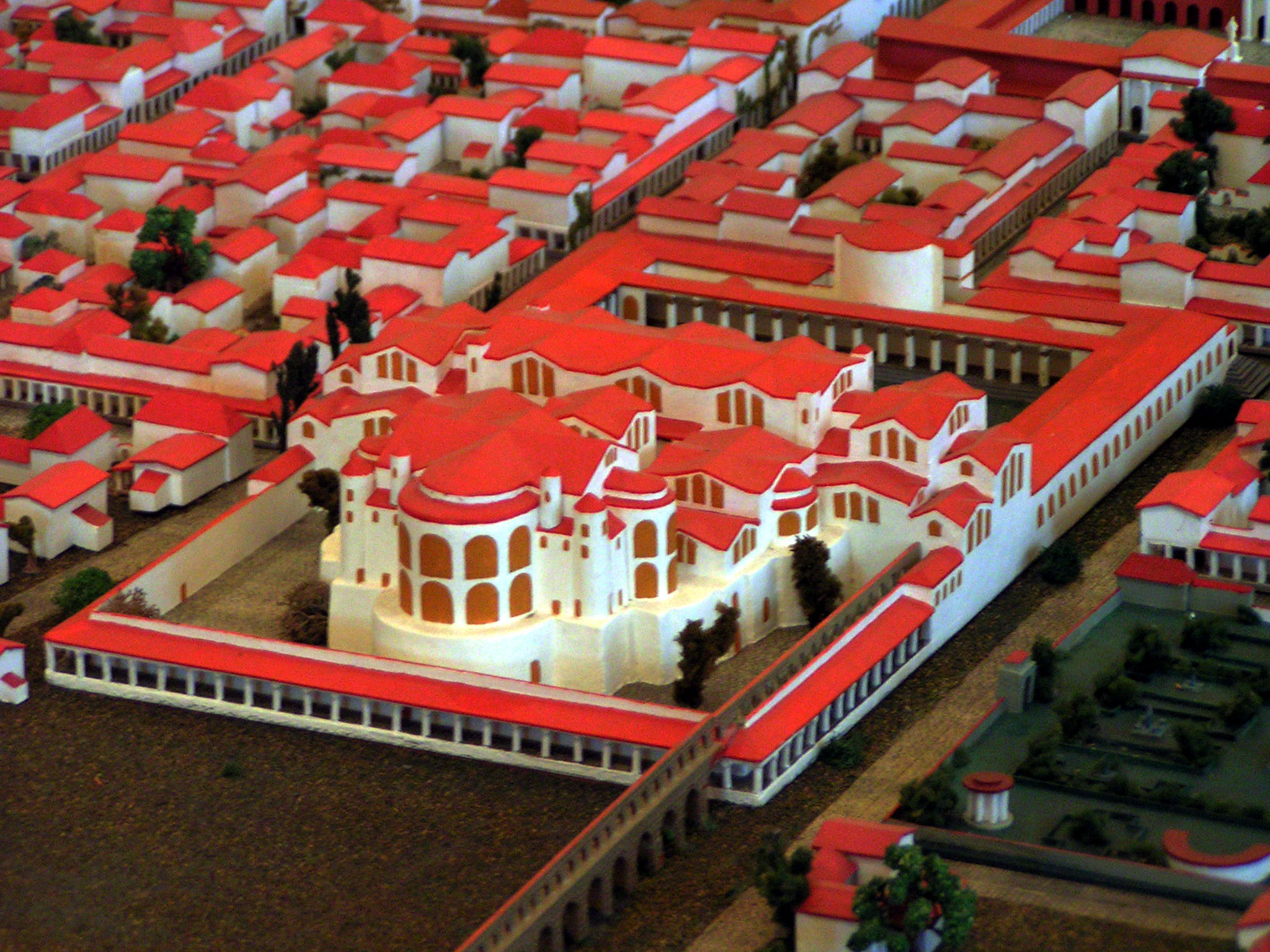
Termy Cesarskie w Trewirze (Makieta, IV wiek)
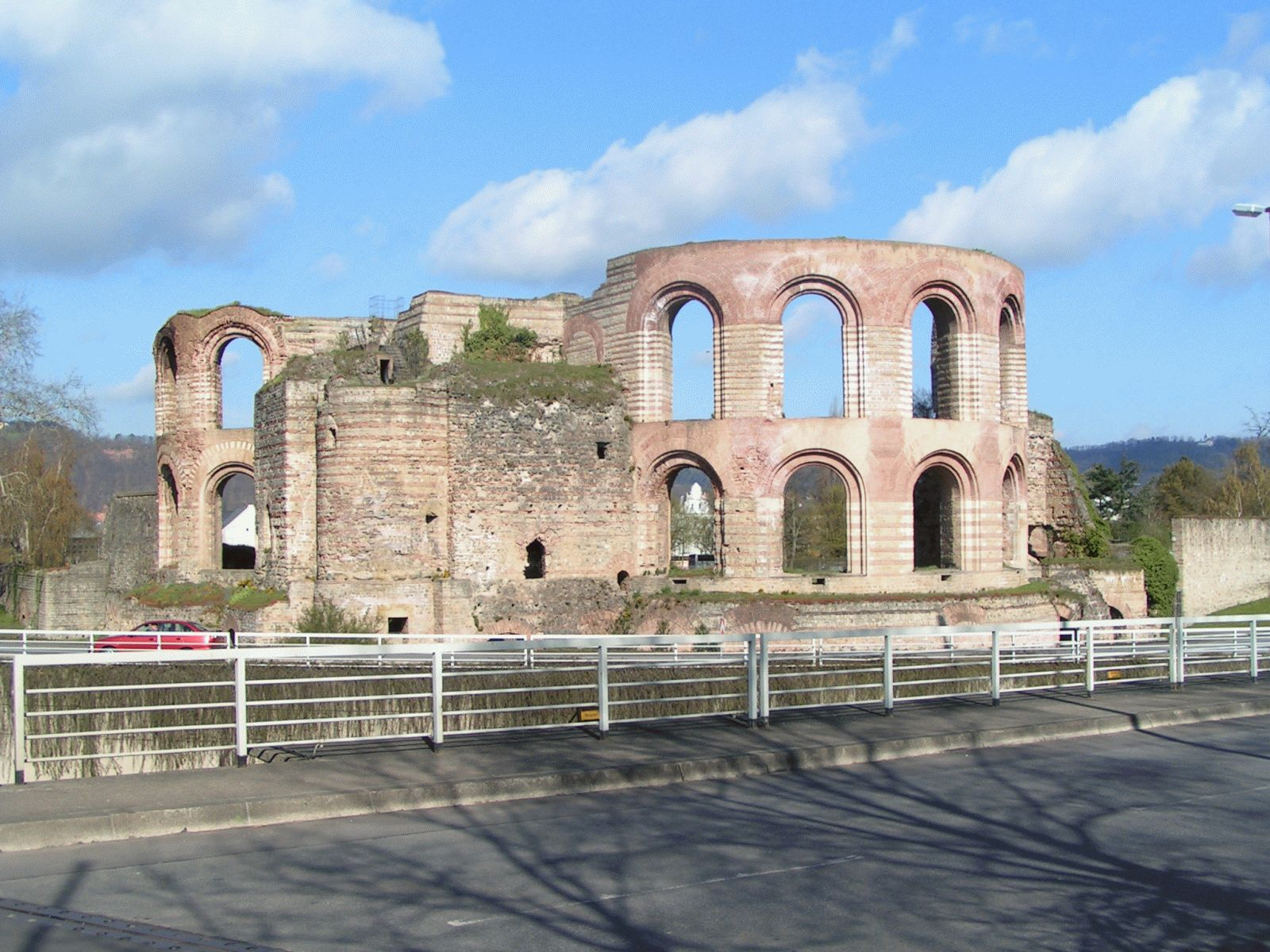
Termy cesarskie, 2003